# Kriegerdenkmal Rietzel

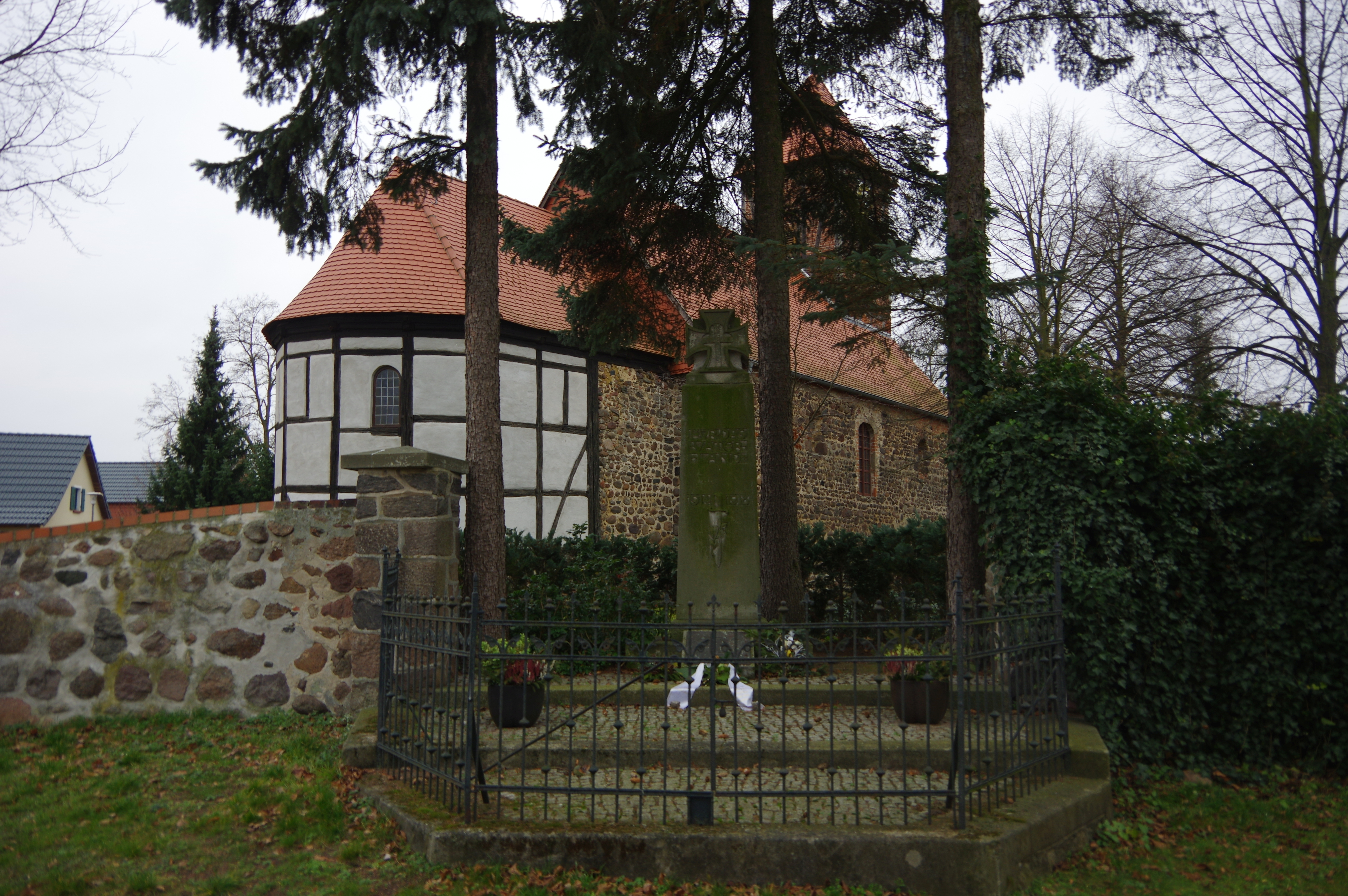
Kriegerdenkmal Rietzel

Das Kriegerdenkmal Rietzel ist ein denkmalgeschütztes Kriegerdenkmal in der Ortschaft Rietzel der Stadt Möckern in Sachsen-Anhalt. Im örtlichen Denkmalverzeichnis ist das Kriegerdenkmal unter der Erfassungsnummer 094 71372 als Baudenkmal verzeichnet.

## Lage
Es befindet sich auf dem Kirchgelände nordöstlich der Kirche in Rietzel.

## Gestaltung
Das Denkmal ist eine Stele mit krönendem Eisernen Kreuz und Relief eines Schwertes für die Gefallenen des Ersten Weltkrieges. Davor wurde eine Metallplakette für die Gefallenen des Zweiten Weltkrieges angebracht.

## Inschriften

### Erster Weltkrieg
Für das Vaterland 1914-1918.

Unseren Helden in Ehren.

Mit Dank die Gemeinde Rietzel.

Wo ihr schlummert nach Gottes Rat,

künftiger Ernte blutige Saat,

nimmer vergessen im deutschen Land,

ruhet in Frieden in Gottes Hand,

dort in der Heimat bei Jesu.
- Busse, August
- Busse, Gustav
- Geve, Gustav
- Geve, Willi
- Klehm, Gustav
- Krelle, Karl
- Krelle, Rudolf
- Voigt, Reinhold
- Voigt, Richard

### Zweiter Weltkrieg
Zum ehrenden Gedenken an alle die dem 2.

Weltkrieg von 1939 – 1945 und der

Gewaltherrschaft zum Opfer fielen, unseren

unvergessenen Soldaten
- Busse, Günter
- Busse, Wilhelm
- Busse, Willi
- Degener, Erhard
- Feige, Gerhard
- Hue de Grais, Guiscard, Graf
- Mangelsdorf, Heinz
- Matern, Paul
- Mehlhase, Helmut
- Mehlhase, Richard
- Meyer, Ernst
- Müller, Emil
- Pieper, Erich
- Pohl, Hubert
- Schattauer, Max
- Spuhn, Arthur
- Thal, Gustav
- Weber, Willi
- Wernicke, Alfred
- Willuhn, Otto

Zivilpersonen
- Pfennighaus, Otto
- Rusch, Wilhelm Otto
- Thal, Heinz

Bittet Gott allezeit um Vergebung und Frieden.

## Quelle
- Gefallenendenkmal Rietzel Online, abgerufen am 12. Juni 2017.